# Colônia Leopoldina
Colônia Leopoldina es un municipio brasileño del estado de Alagoas. Su población estimada en 2004 era de 17.880 habitantes. Su área es de 287,46 km² representando 1,04 % del Estado, 0,02 % de la Región y 0,00 % de todo el territorio brasileño.
Su Índice de Desarrollo Humano (IDH) es de 0,578, según el Atlas de Desarrollo Humano/PNUD (2000).
Área Territorial: 295,7 km²
Fuente: IBGE